# Giuseppe Avezzana

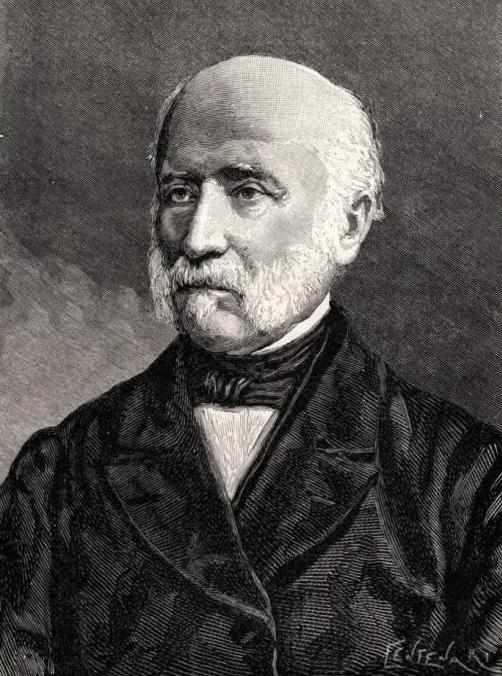
Giuseppe Avezzana

Giuseppe Avezzana (* 19. Februar 1797 in Chieri, Piemont, Italien; † 25. Dezember 1879 in Rom) war ein italienischer General und Kriegsminister der Römischen Republik von 1849.

## Leben
Avezzana trat 1805 in das 4. Regiment der „Ehrengarde“ ein und kämpfte unter Napoleon, im Jahre 1814 wurde er Leutnant in der sardinischen Armee. Nach Misslingen des Komplotts von San Salvario, das die Erteilung einer Verfassung bezweckte, flüchtete er 1812 nach Spanien. Avezzana trat dort in das Heer der liberalen Regierung ein und kämpfte während der Trienio Liberal, der spanischen Revolution von 1820 auf Seiten der Spanier, wurde aber 1824 von den Franzosen gefangen genommen und nach Amerika deportiert.
Er flüchtete nach Mexiko und ließ sich in Tampico nieder, wo er ein bedeutender Industrieller und Kaufmann wurde. Avezzena nahm auch im Exil lebhaften Anteil an den Parteikämpfen in der italienischen Republik und wurde zum Kommandierenden Generals von Tamaulipas ernannt. Im Jahr 1848 kehrte er nach Italien zurück und wurde, nachdem er sich als General der Nationalgarde in Genua am Aufstand von Genua beteiligt hatte, Kriegsminister der Römischen Republik. Nach deren Sturz kehrte er 1849 nach Amerika zu seiner Familie nach New York City zurück. Dort war er einer der Organisatoren des „Million Rifles Fund“ der in Amerika um finanzielle Unterstützung für Garibaldi warb. Als Gründer der Società di Unione e Fratellanza Italiana, einem Verein zur Nachbarschaftshilfe, gilt er als einer der Begründer des sozialen Zusammenhalts der italienischen Auswanderer, die sich in der Etablierung der Stadtteile „Little Italy“ in verschiedenen Städten darstellte.
Im Jahr 1860 schloss er sich Garibaldi an und kämpfte in dessen Freischaren, den „Rothemden“ in der Schlacht am Volturno, 1866 in den Alpen und organisierte 1867 die Invasion in den Kirchenstaat. Avezzana war ein radikales Mitglied des italienischen Abgeordnetenhauses.
Er trat 1878 als Vorstand an die Spitze des Vereins Italia irredenta zur Befreiung der italienischen Brüder unter österreichischer Herrschaft. Er starb am 25. Dezember 1879 in Rom. Bei seinem Staatsbegräbnis am 28. Dezember 1879 kam es zu ausgedehnten  Demonstrationen der Italia irredenta.